# Sopio Toroschelidse
Sopio Toroschelidse (georgisch სოფიო ტოროშელიძე; auch:  Sopho Toroshelidze bzw. Toroshelidse) (* 8. Januar 1990 in Tiflis) ist eine georgische Sängerin und Komponistin.

## Leben
Sopio Toroschelidse studierte am Musikkollege für begabte Studenten des Tifliser staatlichen Wano Sarajischwili-Konservatoriums. Für die georgische Band Mziuri war sie als Sängerin und Komponistin aktiv. Von 1997 an gewann sie unter anderem beim Georgischen Theater Festival (Talent of the year) und beim Golden Eagle Festival (1. Preis). 2006 hat sie mit dem von ihr komponierten Song Surprised again den Titel Best Song of the Year gewonnen. 2009 erreichte sie das Finale von Georgiens Gesangswettbewerb Stars’ Academy.
Toroschelidse war Gesangslehrerin der Teilnehmergruppe Princesses am Junior Eurovision Song Contest 2009. 2010 nahm sie selbst beim Eurovision Song Contest als Begleitsängerin von Sopo Nischaradse teil. Im Folgejahr hatte sie ihren zweiten Auftritt, diesmal mit der Band Eldrine für Georgien in Düsseldorf beim Eurovision Song Contest 2011. Sie ersetzte kurzfristig die Sängerin Tako Wadachkoria, welche noch mit der Band die nationale Ausscheidung in Georgien gewonnen hatte. Diese Entscheidung wurde von der Bandproduktionsfirma Titani getroffen.
Sie schrieb für Tamar Edilaschwili den georgischen Beitrag zum Junior Eurovision Song Contest 2018 in Minsk, Weißrussland, Your Voice.